# Вепемеок
Вепемеоци су „изумрли” алгонквински народ, који је у време првог сусрета са Енглезима, између 1585. и 1586, насељавао северну обалу залива Албемарл, на североистоку данашње америчке државе Северне Каролине. У ово доба Вепемеока је било отприлике 700 до 800. Њихова култура је била прилагођена животној средини (у приморју) коју су насељавали. Међутим, она се брзо променила након што су европски досељеници унели заразне болести у Нови свет на које староседеоци нису имали природни имунитет и на крају их протерали са њихове земље до 1780.

## Етимологија
Првобитно значење речи Вепемеок се обично преводи као „Где се тражи заклон од ветра”. Међутим, постоје и други предлози. Према Свонтоновом предлогу реч Вепемеок има значење „Народ прве светлости” или „Народ земље свитања”, што је слично преводу имена још неких алгонквинских народа као што су Вабанаки и Вампаноаг. Назив Јеопим је коришћено као скраћена верзија имена. Верује се да је ово алтернативно име резултат покушаја енглеских досељеника да изговоре реч Вепемеок. Такође су постојала много вепемеочка племена, која су имала своја племенска имена.

## Историја пре сусрета са Енглезима
Вепемеоци су први пут у историјским списима поменути 1585. године. Тадашња вепемеочка популација је процењена на отприлике 700 до 800 људи. Упркос томе што су Европљанима први пут постали познати 1585. године, историчари су успели да реконструишу њихову историју пре првог сусрета са Енглезима, на основу забележених вепемеочких усмених предања. Вепемеоци су током својих сеоба једно време насељавали различите округе Северне Каролине као што су Керитак, Пасквотанк, Перквиманс и Човон. Они су 1550-их били у миру са околним народима и савези су били уобичајени. Вепемеочка територија, која је у време првог сусрета са Енглезима обухватала приобаље Атлантског океана и реке које су се у њега уливале, је приказана на мапи која је израђена од 1585. до 1586. године.

## Историја након сусрета са Енглезима
Вепемеоци су живели на територији данашње североисточне Северне Каролине. Почетком 1580-их доживели су драматичну културну промену са доласком европских колонизатора. Енглези су основали насеље које је постојало две године од 1584. до 1586. године. Касније су насеља оснивали шпански, португалски и француски истраживачи. Минимална, почетна интеракција између Вепемеока и досељеника била је ограничена на обалу. Међутим, на крају је дошло до сукоба са Европљанима, који су покушали да их протерају са њихове земље, што је утицало на њихов традиционални начин живота, који је био прилагођен приморском окружењу. Док су нека вепемеочка племена склапала савезе са насељеницима, друга су остала лојална својим коренима. Они који су имали додир са насељеницима учествовали су у културној размени.
Између Вепемеока и Похатана је 1607. избио рат, а борбе су вођене у области око реке Џејмс.
Између староседелаца и енглеских досељеника вођен је рат 1622, у току којег је дошло и до „индијанског масакра 1622.”. Три године касније, 1625. године, у току епидемије великих и малих богиња умрло је много Индијанаца који нису имали природни имунитет на те болести. До 1650. Енглези су значајно ојачали у Северној Каролини због великог прилива досељеника. Већину енглеских досељеника чинили су мушкарци, па је однос мушкараца и жена у региону залива Албемарл у Северној Каролини био око 8 према 1. Британци су 1670. почели да се жене локалним Индијанкама. То је подстакло културну размену и преговоре о окончању сукоба. Током преговора борбе су се наставиле и као резултат тога вепемеочка популација се драматично смањила. До 1700. број Веапемеока је сведена на само 200 људи.
Вепемеоци су се нашли у потпуном окружењу европских насељеника, а део њиховог становништва се преселио Индијантаун.
Почетком 18. века, вепемеочку територију су насељавали потомци Вепемеока, племена Потескит и Јеопим. Енглези су 1704. за Јеопиме основали резерват, али је резерватска земља продата 1739. године.

## Култура
Вепемеоци су говорили каролиншкоалгонквинским језиком, који спада у источноалгонквинску грану алгонквинске породице језика.
Били су вешти ловци, земљорадници, и рибари (јер су живели близу обала река и океана). Шкољке и слатководну рибу су ловили током целе године. За рибарење су користили копља, удице и мреже. Њихова исхрана је такође укључивала сезонске усеве као што су кукуруз и дивљач коју су ловили луком и стрелом.
Због важности воде у њиховом свакодневном животу, многа веровања и верски ритуали су имали везе са поморским активностима. На пример, када би се вода усталасала или се јавили знакови предстојеће олује, Вепемеоци су бацали дуван и друго биље у воду да би убрзали крај олује или да би је избегли. Међутим, са ширењем Европљана њихова поморска култура је почела да нестаје.